# 余苑綺
余苑綺（1983年4月10日—2022年8月21日），台灣女藝人、主持人、駐唱歌手。出生於臺北市北投區，為台灣男藝人暨政治人物余天與藝人李亞萍的小女兒。2015年與陳鑒結婚。2022年8月21日，因為直腸癌病逝於台北榮民總醫院，終年39歲。

## 生平
1993年，余苑綺就讀國三時，和姊姊余筱萍、弟弟余祥銓被父母送去加拿大念書直至大學畢業，大學主修「旅館管理系」，仍然熱衷於音樂。2001年，余苑綺完成學業返台後，央求爸媽引薦去客串《婆媳過招千百回》，就此入行。她曾主持過《台灣腳逛大陸》、《台灣開心秀》等綜藝節目，曾一個人到南投草屯「臺灣演藝坊」展開三個月的駐唱工作與生活。
2014年經醫師診斷罹患第三期直腸癌，余苑綺的日常生活非常健康，不但不煙不酒，平常飲食清淡，而且更經常有蔬果。2019年不幸癌病復發並發生遠端器官轉移。在2017年余苑綺患癌後出席東森電視一個健康及醫學節目時透露自己清洗蔬果的方法，令營養師懷疑她是因為日常沒有徹底清潔乾淨蔬果表面，以致身體吃進過量殘留農藥而致病。2022年初曾因癌症病情與命理專家建議，短暫改名為「余泳澐」。2022年8月21日下午5點18分，因直腸癌病逝於臺北榮民總醫院，享年39歲。

## 軼事
- 關於余苑綺的生日，網路上流傳2個版本，一個為「1981年4月10日」，另外一個為「1983年4月10日」。經過考古，1988年7月27日，《聯合報》記載余天夫婦有1位7歲的女兒余苑綺[17]，余苑綺的生日應該為「1981年4月10日」，然而2003年3月4日的《聯合報》又報導余苑綺入行時為19歲[18]。